# Bhāyāvadar
Bhāyāvadar är en ort i Indien.   Den ligger i distriktet Rājkot och delstaten Gujarat, i den västra delen av landet, 1 000 km sydväst om huvudstaden New Delhi. Bhāyāvadar ligger 86 meter över havet och antalet invånare är 19 458.
Terrängen runt Bhāyāvadar är platt, och sluttar söderut. Runt Bhāyāvadar är det tätbefolkat, med 297 invånare per kvadratkilometer. Närmaste större samhälle är Upleta, 13,3 km söder om Bhāyāvadar. Trakten runt Bhāyāvadar består till största delen av jordbruksmark.